# Sáska
Sáska is een plaats (község) en gemeente in het Hongaarse comitaat Veszprém. Sáska telt 277 inwoners (2001).